# Jeanne d'Angoulême
Jeanne d'Angoulême, née avant 1498 et morte en 1538, est la fille naturelle de Charles d'Orléans, dit Charles d'Angoulême, prince du sang, et d'Antoinette de Polignac ou Poullignac d'Ecoyeux, ultérieurement dame de Combronde. Elle est parfois aussi appelée Jeanne de Valois ou Jeanne de Valois-Angoulême, nom sous lequel elle est légitimée par Louis XII en 1501.
Avec sa sœur, Madeleine d'Orléans, abbesse de Saint-Ausone d'Angoulême (1496-1520), de Faremoutiers (1511-1515) et de Jouarre (1515-1543), et sa demi-sœur Souveraine d'Angoulême, elles sont les demi-sœurs de François Ier, roi de France, et de Marguerite de Valois-Angoulême, duchesse d'Alençon et reine de Navarre.

## Biographie
Jeanne d'Angoulême reçoit du roi son demi-frère le comté de Bar-sur-Seine après le retour de celui-ci au domaine royal français en 1523. Sa naissance illégitime lui ôte les droits de princesse du sang, mais sa condition juridique et sociale à la cour de France est confortable, les enfants naturels ayant, selon le droit canon, presque les mêmes droits d'héritage que les enfants légitimes, ce qui est d'ailleurs renforcé par sa légitimation.
Devenue comtesse de Bar-sur-Seine, elle épouse en premières noces en 1501 Jean Aubin, sire de Malicorne. Ce mariage est sans postérité. En secondes noces, elle épouse Jean IV de Longwy, baron de Pagny et seigneur de Givry, avec qui elle a trois filles :
- Françoise de Longwy (vers 1510-1565), comtesse de Charny et de Buzançais, dame de Pagny et de Mirebeau, épouse en 1526 Philippe Chabot, amiral de Brion, seigneur de Brion, puis sire de Jarnac, puis Jacques de Pérusse, seigneur des Cars (d'où Anne de Pérusse des Cars).
- Jacqueline de Longwy (avant 1520-1561), comtesse de Bar-sur-Seine, qui épouse en 1531 Louis III le Bon, duc de Montpensier.
- Claude-Louise de Longwy (?-1559), cadette de la fratrie, entrée dans les ordres dès son adolescence, abbesse de l'abbaye Notre-Dame de Jouarre de 1543 à sa mort.

Jeanne d'Angoulême meurt en 1538. Elle est inhumée dans le chœur de l'église abbatiale de Jouarre.